# Oud-Leusden
Oud-Leusden is een buurtschap behorende tot de gemeente Leusden, in de provincie Utrecht.
Het wordt doorsneden door de A28 en is op oude kaarten de plaats waar Leusden aangegeven is. Daar staat nog een oude kerktoren. De bijbehorende kerk is rond 1827 gesloopt ten behoeve van de nieuwe kerk Dorpskerk Leusden-Zuid. Verder zijn er een restaurant met speeltuin en enkele begraafplaatsen. Begraafplaats Rusthof is aangelegd in 1931 en is, hoewel gelegen op Leusdens grondgebied, de grootste begraafplaats voor Amersfoort.
In de jaren 1983 - 1985 zijn bij archeologisch onderzoek onder de huidige A28 bewoningssporen aangetroffen uit de Bronstijd (2000 – 750 v.Chr.) tot de Late Middeleeuwen (1000 – 1500 n.Chr.): resten van een grafheuvel uit de Bronstijd, paalsporen van ten minste drie boerderijen uit de pre-Romeinse ijzertijd (750 – 50 v.Chr.), de resten van een mogelijke Romeinse wachttoren met een gracht en sporen van boerderijen en schuren (Romeinse ijzertijd, 50 v.Chr.- 450 n.Chr.). Uit de vroege middeleeuwen (550 – 750 n.Chr.) zijn een grafveld, resten van hutkommen en een huisplattegrond gevonden. Daarna raakte het grafveld buiten gebruik.
Uit de 12e eeuw dateren de plattegronden van twee grote boerderijen.